# 日本科學技術振興財團

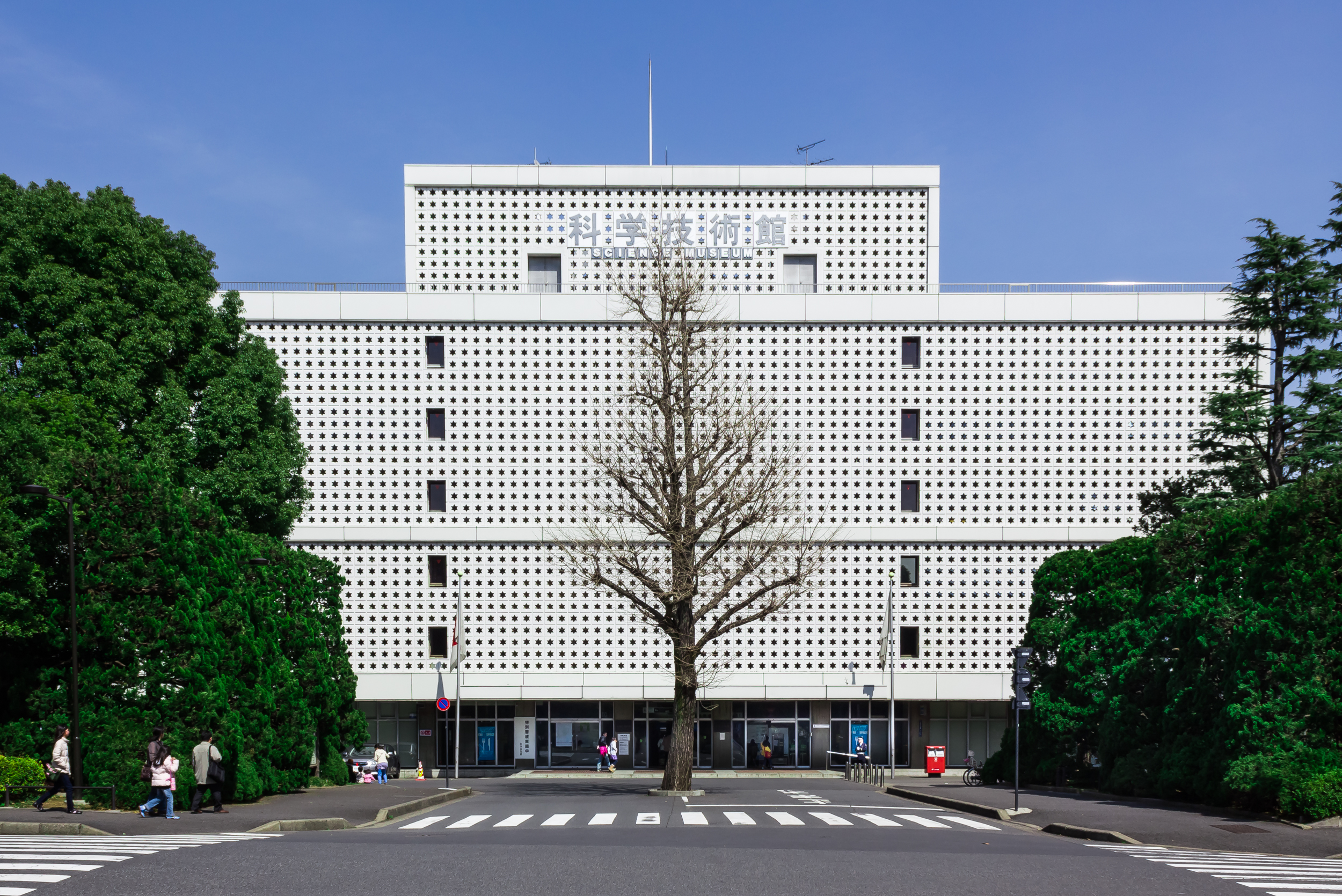
科學技術館

公益財團法人日本科學技術振興財團（日语：公益財団法人日本科学技術振興財団、にほんかがくぎじゅつしんこうざいだん）是一家設立於1960年的公益財團法人，設立目標是對日本科學技術水準的向上做出貢獻，也是「科学技術館」的運營母體。日本科學技術振興財團曾經運營有東京12頻道（現東京電視台），但因經營困難而在後來交由日本經濟新聞運營。

## 外部連結
- 公益財団法人日本科学技術振興財団 （页面存档备份，存于）
- 科学技術館 （页面存档备份，存于）
- 所沢航空発祥記念館 （页面存档备份，存于）
- 財団法人日本科学技術振興財団振興事業部 （页面存档备份，存于）
- 青少年のための科学の祭典 （页面存档备份，存于）